# グラスホッパー (ロケット)
グラスホッパー（英語: Grasshopper）とは、アメリカのスペースX社が開発した試験用のロケットである。再利用型ファルコン9ロケット (F9R) の参考にする目的で開発されたもので、4本の脚を備え垂直離着陸が可能であった。実験機として開発されたため衛星の打ち上げ能力は持たなかった。2012年9月に初飛行に成功し、2013年10月に最後の飛行試験を行った。
2014年4月からは後継機となるF9R-Dev (Falcon 9 Reusable Development Vehicle) を使って、F9R (Falcon 9 Reusable) 開発のためのより本格的な飛行試験へ移行した。本項ではF9R-Devについても記述する。

## 概要
グラスホッパーはファルコン9の第1段に鋼鉄の脚4本を追加した形をしている。エンジンはマーリン1Dが1基で、ケロシンと液体酸素を推進剤に用いて12万2000ポンド重（55キロニュートン）の推力を生じさせた。全長は32.3mである。
グラスホッパーのテストは、テキサス州マクレガーに立地するスペースXのロケット開発施設で行われた。
グラスホッパーの詳細についてスペースXは多くを語らなかったが、スペースXは当時から将来的に使用後のロケットステージを着陸させて再利用する計画を持っていたため、グラスホッパーはその実験台だったと考えられている。なお、既存のロケットにおける燃料費の割合は1%以下であり、ロケットの再利用により打ち上げコストを1/100まで下げることも可能だという。

## グラスホッパーの試験飛行

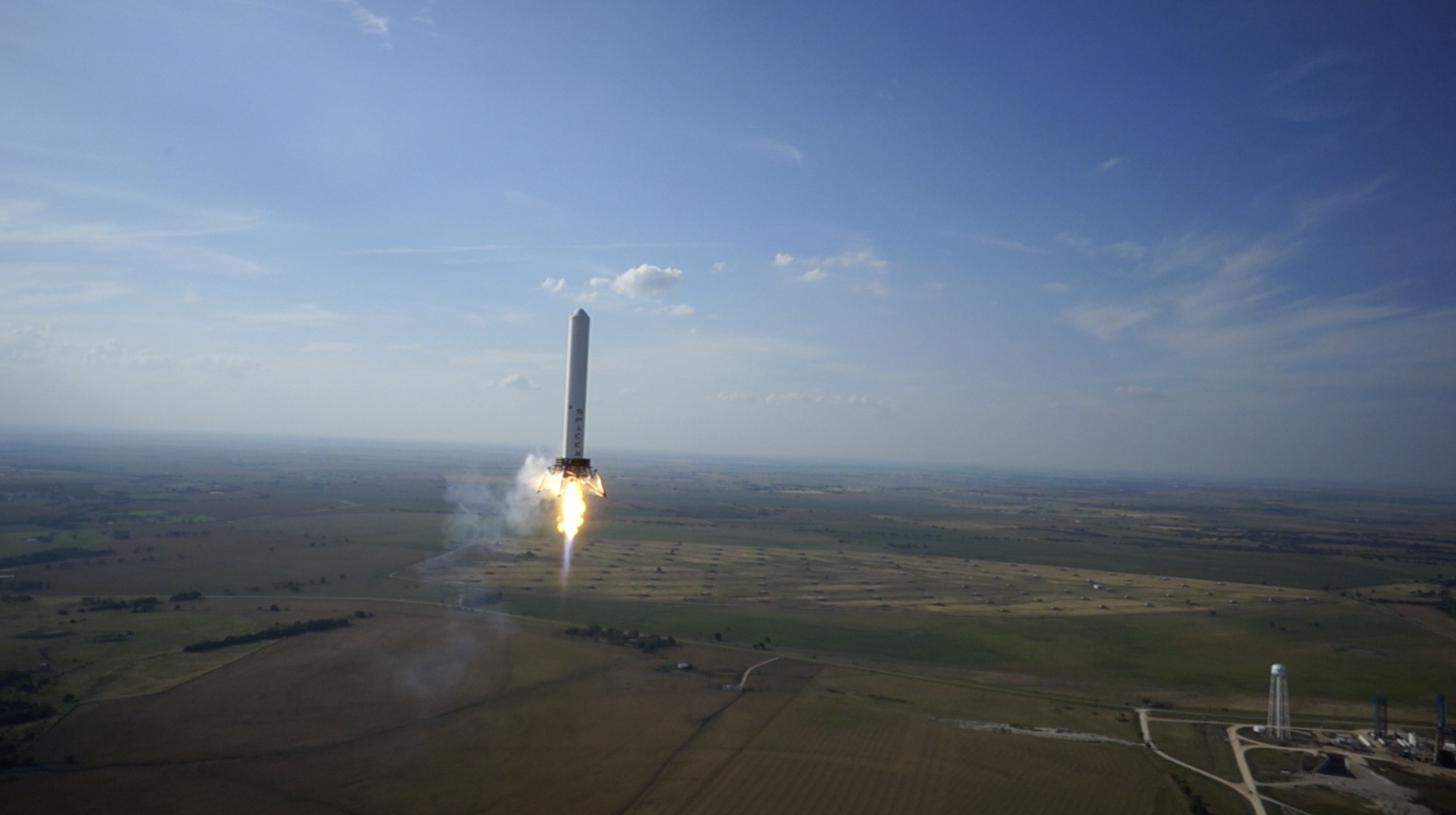
Grashopper, 325-Meter-Test, 14.6.2013

2012年9月21日にグラスホッパーは初飛行を行った。地面に垂直に立ったグラスホッパーはエンジンを点火して2.5m浮き上がった後、すぐに4本の脚で着地した。飛行時間は3秒だった。2012年11月には2回目の飛行で高度5.4mを達成。
グラスホッパーのテストはフェーズ1から3までに分けて行われる。フェーズ1ではマクレガーの施設で最高73mまでの飛行を、フェーズ2では203mまでの飛行を行う。フェーズ1・2の飛行時間は最長45秒で、管制空域の高さにまで達することはない。フェーズ3では、より高速・高高度の飛行が行われ、高度最高3505m、飛行時間160秒に達する見込みであった。
2013年10月7日にグラスホッパーの8回目で最後の飛行試験が行われ、最高到達の高度744mに達した。以後はFalcon 9 Reusable (F9R) 開発機を使ってテキサス州で低高度試験を行い、ニューメキシコ州で高高度試験を行っていくとされた。
| Test # | 日付       | 高度              | 飛行時間 | 備考、動画へのリンク |
| ------ | ---------- | ----------------- | -------- | --- |
| 1      | 2012-09-21 | 6 ft (1.8 m)      | 3秒      | |
| 2      | 2012-11-01 | 17.7 ft (5.4 m)   | 8秒      | |
| 3      | 2012-12-17 | 131 ft (40 m)     | 29秒     | "12-Story Test Flight"（12-Storyは12階建ての意味）と呼ばれる試験飛行が行われた。この飛行ではグラスホッパーの大きさを実感させるため高さ2mのカウボーイ人形がロケットの根元付近に取り付けられた。                                                        |
| 4      | 2013-03-07 | 262.8 ft (80.1 m) | 34秒     | |
| 5      | 2013-04-17 | 820 ft (250 m)    | 61秒     | 風を受けても安定性を維持できる能力も実証。動画はこちら。 |
| 6      | 2013-06-14 | 325 m (1,066 ft)  | 68秒     | この試験ではF9-Rに必要なクローズドループ制御と、装備した航法センサを初めてフル使用して精密な着陸を行った。これまでのグラスホッパーの試験では他のロケットで使われていたセンサを使用していたため、精密着陸に必要な十分な位置精度が得られていなかった 。 |
| 7      | 2013-08-13 | 250 m (820 ft)    | 60秒     | 水平距離で100m移動しつつ、高度250mまで上昇、着陸ポイントまで位置調整して着陸、水平移動能力の実験を成功させた。 |
| 8      | 2013-10-07 | 744 m (2,441 ft)  | 79秒     | グラスホッパーの最終フライト。最高到達高度を達成。 |

## F9R-Dev
F9R-Dev (Falcon 9 Reusable Development Vehicle) は、再使用型ファルコン9 ロケットの開発用の試験機であり、グラスホッパーの次世代機である。グラスホッパーとの違いは、ファルコン9 v1.1ロケットの1段と同じ直径と長さの機体となり、Merlin 1Dエンジンが3基に増やされ、着陸脚4本もファルコン9 v1.1で使うのと同じものを装備している（4本の脚の重量は約2,000kg）。F9R-Devは2機あり、1機はテキサス州のMcGregor試験場でF9R-Dev-1として使われ、もう1機はニューメキシコ州のスペースポート・アメリカで使われるF9R-Dev-2がある。F9R-Dev1は、2014年4月17日に飛行試験が初めて行われ、高度約250mに達した。テキサス州のMcGregor試験場は、FAAの規制により、飛行高度が3km以下にまで制限されている。このため、それ以上の高度での飛行試験を行う場合はニューメキシコ州のスペースポート・アメリカで試験が行われ、F9R-Dev2は高度90kmにまで達することができる。
| Test # | 日付       | 機体番号 | 試験場所 | 到達高度           | 飛行時間 | 備考 |
| ------ | ---------- | -------- | -------- | ------------------ | -------- | --- |
| 1      | 2014-04-17 | F9R Dev1 | McGregor | 250 m (820 ft)     |          | 上空で静止、横方向へ移動、着陸直前に減速した後着陸に成功 |
| 2      | 2014-05-01 | F9R Dev1 | McGregor | 1,000 m (3,281 ft) |          | グラスホッパーの到達高度記録を更新 |
| 3      | 2014-06-17 | F9R Dev1 | McGregor | 1,000 m (3,281 ft) | 2分間    | 機体の姿勢制御用の空力安定フィン（グリッドフィン）4枚を初めて装備して試験を実施。 |
| 4      | 2014-08-01 | F9R Dev1 | McGregor |                    |          | |
| 5      | 2014-08-22 | F9R Dev1 | McGregor |                    |          | 飛行中のトラブルにより機体が自爆、再使用試験機では初となる飛行試験失敗となった。この試験では、これまでに実施した中で最も複雑な、限界に近い内容がテストされていた。負傷者などはなく、また飛行範囲も事前に予定されていたエリアに止まっていた。 |

2014年8月に起きたF9R Dev.1の事故原因は、3基のMerlin 1Dエンジンのうちの1基でセンサ故障が起きて、飛行経路から逸れたため、自動的に指令破壊コマンドが実行されたものであった。ファルコン9だとエンジンは9基あるため、故障しても冗長系があるが、エンジンが3基しかないF9Rでは冗長系がないとの報告であった。
F9R-Devの試験の翌2015年からは、ミッション終了後のファルコン9の1段目を使用した実機での着陸が試みられた。何度かの着陸失敗の後、同年12月の改良型となるファルコン9フル・スラストの初打ち上げにおいて、ついに実機での着陸に成功した。